# Michael Gabrielopulos
Michael Gabrielopulos (mittelgriechisch Μιχαὴλ Γαβριηλόπουλος; † nach 1342) war im Jahr 1342 als Usurpator kurzzeitig Herrscher von Thessalien.

## Leben
Michael war ein Verwandter des mächtigen Magnaten Stephan Gabrielopulos, der sich nach 1318 in der westthessalischen Region um Trikala als quasi-autonomer Fürst etabliert hatte und 1325 von Kaiser Andronikos II. als Sebastokrator anerkannt worden war. Nach Stephans Tod (um 1332/33) kam Thessalien unter direkte byzantinische Herrschaft zurück. 
Aus den Wirren des 1341 entbrannten byzantinischen Bürgerkriegs zwischen dem Regentschaftsrat des unmündigen Johannes V. und dem Gegenkaiser Johannes Kantakuzenos versuchte Michael Gabrielopulos, der in einer Urkunde als Oikeios (Verwandter oder Vertrauter) des Kaisers bezeichnet wird, politisches Kapital zu schlagen. Er berief sich auf seine ererbten Ansprüche auf die Region um Trikala, vertrieb den kaiserlichen Gouverneur Michael Monomachos und erklärte sich im Juni 1342 für unabhängig.
Michaels Herrschaft dauerte nur wenige Monate, da sich die übrigen thessalischen Magnaten bald Johannes Kantakuzenos anschlossen. Dieser entmachtete ihn Ende 1342 und setzte seinen Cousin (oder Neffen) Johannes Angelos als Statthalter in Thessalien ein. Was danach aus Michael Gabrielopulos wurde, ist unbekannt. 